# Pentti Airikkala
Pentti Airikkala (Helsinki, 4 de septiembre de 1945 – Bray (Berkshire), Reino Unido, 30 de septiembre de 2009) fue un piloto de rallies finlandés, formando parte de los "Finlandeses voladores" que dominaron el rally durante cuatro décadas. Su carrera fue más esporádica que la de algunos de sus compañeros, disputando en tan solo dos Mundiales (WRC) de manera regular.
La mayor parte de su experiencia competitiva en la máxima categoría fue al volante de varios coches como el Vauxhall/Opel Chevette HS y el Magnum coupé. Aunque sus grandes éxitos llegaron en el crepúsculo de su carrera, cuando ganó el RAC Rally de 1989 con su Mitsubishi Galant VR-4. De hecho, consta como el tercer piloto más veterano de la historia en ganar una prueba del Mundial. Aparte de esto, compitió 36 pruebas entre 1973 y 1990, consiguiendo 102 puntos y un noveno puesto en la clasificación general de pilotos de 1981. Desde su retiro de la competición, dirigió una exitosa escuela de conducción de rally en Oxfordshire enseñando freno con el pie izquierdo, donde su lista de alumnos incluía a los posteriores campeones del mundo Colin McRae y Richard Burns.

## Muerte
Airikkala murió en Bray a la edad de 64 años. Había estado luchando contra una enfermedad en los últimos años y fue ingresado en el hospital poco antes de su muerte después de sufrir problemas hepáticos.

## Resultados Campeonato Mundial de Rally
| Año  | Equipo                          | Coche                       | 1   | 2       | 3      | 4   | 5   | 6       | 7       | 8       | 9       | 10      | 11      | 12      | 13      | Puntos | Pos. |
| ---- | ------------------------------- | --------------------------- | --- | ------- | ------ | --- | --- | ------- | ------- | ------- | ------- | ------- | ------- | ------- | ------- | ------ | ---- |
| 1973 | Opel Finland                    | Opel Kadett                 | MON | SWE     | POR    | SAF | MAR | GRE     | POL     | FIN Ret | AUT     | SRE     | USA     |         |         | NC     | NC   |
| 1974 | Dealer Team Vauxhall            |                             | POR | SAF     | FIN 16 | SRE | CAN | USA     |         |         |         |         |         |         |         | NC     | NC   |
| 1974 | Center Hotels/ Clarke & Simpson | Ford Escort RS1600          |     |         |        |     |     |         | GBR Ret | COR     |         |         |         |         |         | NC     | NC   |
| 1975 | Dealer Team Vauxhall            | Vauxhall Magnum Coupé       | MON | SWE     | SAF    | GRE | MAR | POR     | FIN Ret | SRE     | GBR 20  | COR     |         |         |         | NC     | NC   |
| 1976 | Privado                         | Ford Escort RS1600          | MON | SWE     | POR    | SAF | GRE | MAR     | FIN 2   | SRE     | COR     |         |         |         |         | NC     | NC   |
| 1976 | Team Avon Tyres                 | Ford Escort RS1600          |     |         |        |     |     |         |         |         |         | GBR Ret |         |         |         | NC     | NC   |
| 1977 | Toyota Team Europe              | Toyota Celica               | MON | SWE Ret | POR    | NZL | GRE |         |         |         |         |         |         |         |         | NC     | NC   |
| 1977 | Dealer Team Vauxhall            | Vauxhall Chevette 2300 HSR  |     |         |        |     |     |         |         | FIN Ret | CAN     | SRE     | COR     | GBR 16  |         | NC     | NC   |
| 1978 | Dealer Team Vauxhall            | Vauxhall Chevette 2300 HSR  | MON | SWE Ret | SAF    | POR | GRE | FIN 3   | CAN     | SRE     | CDM     | COR     | GBR Ret |         |         | 10     | 10º  |
| 1979 | Dealer Team Vauxhall            | Vauxhall Chevette 2300 HSR  | MON | SWE 3   | POR    | SAF | GRE | NZL Ret | FIN Ret | CAN     | SRE     | COR     | GBR     | CDM     |         | 16     | 15º  |
| 1980 | Dealer Team Vauxhall            | Vauxhall Chevette 2300 HSR  | MON | SWE 6   | POR    | SAF | GRE | ARG     | FIN Ret |         |         |         | CDM     |         |         | 6      | 34º  |
| 1980 | Masport                         | Ford Escort RS2000          |     |         |        |     |     |         |         | NZL     | SRE     | COR     |         |         |         | 6      | 34º  |
| 1981 | Rothman's Rally Team            | Ford Escort RS1800          | MON | SWE 3   | POR    | SAF | COR | GRE     | ARG     | BRA     | FIN 5   | SRE     | CDM     | GBR 4   |         | 30     | 9º   |
| 1982 | Team Ralliart                   | Mitsubishi Lancer Turbo     | MON | SWE     | POR    | SAF | COR | GRE     | NZL     | BRA     | FIN 3   | SRE     | CDM     | GBR Ret |         | 12     | 15º  |
| 1983 | Martini Racing                  | Lancia Rallye 037           | MON | SWE     | POR    | SAF | COR | GRE     | NZL     | ARG     | FIN 5   | SRE     | CDM     | GBR     |         | 8      | 21º  |
| 1984 | Team Nissan Europa              | Nissan 240RS                | MON | SWE     | POR    | SAF | COR | GRE     | NZL     | ARG     | FIN Ret | SRE     | CDM     | GBR     |         | 0      | -    |
| 1985 | British Telecom Mobile Phone    | Vauxhall Astra GTE          | MON | SWE     | POR    | SAF | COR | GRE     | NZL     | ARG     | FIN     | SRE     | CDM     | GBR Ret |         | 0      | -    |
| 1986 | British Telecom Mobile Phone    | Vauxhall Astra GTE          | MON | SWE     | POR    | SAF | COR | GRE     | NZL     | ARG     | FIN     | CDM     | SRE     | GBR Ret | USA     | 0      | -    |
| 1987 | GM Dealersport                  | Opel Kadett GSi             | MON | SWE     | POR    | SAF | COR | GRE     | USA     | NZL     | ARG     | FIN     | CDM     | SRE     | GBR Ret | 0      | -    |
| 1988 | Safety Devices                  | Lancia Delta Integrale      | MON | SWE     | POR    | SAF | COR | GRE     | USA     | NZL     | ARG     | FIN     | CDM     | SRE     | GBR 4   | 10     | 30º  |
| 1989 | Mitsubishi Ralliart Europe      | Mitsubishi Galant VR-4      | SWE | MON     | POR    | SAF | COR | GRE     | NZL     | ARG     | FIN     | AUS     | SRM     | CDM     | GBR 1   | 20     | 14º  |
| 1990 | Q8 Team Ford                    | Ford Sierra RS Cosworth 4×4 | MON | POR     | SAF    | COR | GRE | NZL     | ARG     | FIN Ret | AUS     | SRM 11  | CDM     | GBR Ret |         | 0      | -    |
| 2003 | Fairfield Motorsport            | Mitsubishi Lancer Evo VI    | MON | SWE     | TUR    | NZL | ARG | GRE     | CYP     | GER     | FIN     | AUS     | SRM     | COR     | GBR Ret | 0      | -    |